# BE Circuit 2008/09
Der BE Circuit 2008/2009 war die 22. Auflage dieser europäischen Turnierserie im Badminton.

## Die Wertungsturniere
| Turnier                                 | Austragungsort      | Termin                                                    | Preisgeld   | BWF-Level |
| --------------------------------------- | ------------------- | --------------------------------------------------------- | ----------- | --------- |
| 01 Slovenia International 2008          | Lendava             | 15. bis zum 18. Mai 2008                                  | 6000 US$    | Level 4B  |
| 02 Spanish International 2008           | Madrid              | 22. bis zum 25. Mai 2008                                  | 15000 US$   | Level 4A  |
| 03 Le Volant d’Or de Toulouse 2008      | Toulous             | 28. Mai bis zum 1. Juni 2008                              | 15000 US$   | Level 4A  |
| 04 St. Petersburg White Nights 2008     | Gatchina            | 2. bis zum 6. Juli 2008                                   | 15.000 US$  | Level 4A  |
| 05 Belgian International 2008           | De Nekker, Mechelen | 4. bis zum 7. September 2008                              | 15.000 US$  | Level 4A  |
| 06 Czech International 2008             | Brno                | 25. bis zum 28. Sept. 2008                                | 15.000 US$  | Level 4A  |
| 07 Bulgarian International 2008         | Sofia               | 2. bis zum 5. Oktober 2008                                | 15.000 US$  | Level 4A  |
| 08 Cyprus International 2008            | Nikosia             | 9. bis zum 12. Oktober 2008                               | 5.000 US$   | Level 4B  |
| 09 Slovak International 2008            | Presov              | 16. bis zum 19. Oktober 2008                              | -           | Level 4C  |
| 10 Hungarian International 2008         | Budapest            | 30. Oktober bis zum 2. November 2008                      | 5.000 US$   | Level 4B  |
| (11) Iceland International              | Reykjavík           | 6. bis zum 9. November 2008 (am 9. Oktober 2008 abgesagt) |             |           |
| 11 Norwegian International 2008         | Oslo                | 13. bis zum 16. November 2008                             | 15.000 US$  | Level 4A  |
| 12 Scottish Open 2008                   | Glasgow             | 19. bis zum 23. November 2008                             | 15.000 US$  | Level 4A  |
| 13 Welsh International 2008             | Cardiff             | 27. bis zum 30. November 2008                             | 5.000 US$   | Level 4B  |
| 14 Irish Open 2008                      | Dublin              | 4. bis zum 7. Dezember 2008                               | 12.000 Euro | Level 4A  |
| 15 Italian International 2008           | Rom                 | 9. bis zum 12. Dezember 2008                              | 15.000 US$  | Level 4A  |
| 16 Greece International 2008            | Thessaloniki        | 18. bis zum 21. Dezember 2008                             | 5.000 US$   | Level 4B  |
| 17 Estonian International 2009          | Kalev, Tallinn      | 15. bis zum 18. Januar 2009                               | 5.000 US$   | Level 4B  |
| 18 Swedish International Stockholm 2009 | Täby, Stockholm     | 22. bis zum 25. Januar 2009                               | 15.000 US$  | Level 4A  |
| 19 Austrian International 2009          | Wien                | 19. bis zum 22. Februar 2009                              | 15.000 US$  | Level 4A  |
| 20 Croatian International 2009          | Zagreb              | 5. bis zum 8. März 2009                                   | 5.000 US$   | Level 4B  |
| 21 Romanian International 2009          | Timisoara           | 19. bis zum 22. März 2009                                 | 5.000 US$   | Level 4B  |
| 22 Polish International 2009            | Spała               | 26. bis zum 29. März 2009                                 | 15.000 US$  | Level 4A  |
| 23 Finnish International 2009           | Helsinki            | 2. bis zum 5. April 2009                                  | 15.000 US$  | Level 4A  |
| 24 Dutch International 2009             | Wateringen          | 16. bis zum 19. April 2009 (vorverlegt)                   | 15.000 US$  | Level 4A  |
| 25 Portugal International 2009          | Caldas da Rainha    | 30. April bis zum 3. Mai 2009                             | 5.000 US$   | Level 4B  |

## Sieger
| Veranstaltung                   | Herreneinzel            | Dameneinzel            | Herrendoppel                               | Damendoppel                               | Mixed                               |
| ------------------------------- | ----------------------- | ---------------------- | ------------------------------------------ | ----------------------------------------- | ----------------------------------- |
| Slovenian International         | Jan Vondra              | Linda Zechiri          | Michael Lahnsteiner Peter Zauner           | Emelie Lennartsson Emma Wengberg          | Vladimir Metodiev Gabriela Banova   |
| Spanish International           | Chetan Anand            | Maria Elfira Christina | Fran Kurniawan Rendra Wijaya               | Shendy Puspa Irawati Meiliana Jauhari     | Rendra Wijaya Meiliana Jauhari      |
| Le Volant d’Or de Toulouse      | Andre Kurniawan Tedjono | Olga Konon             | Richard Eidestedt Andy Ellis               | Shendy Puspa Irawati Meiliana Jauhari     | Fran Kurniawan Shendy Puspa Irawati |
| St. Petersburg White Nights     | Ville Lång              | Xu Huaiwen             | Michał Łogosz Robert Mateusiak             | Ekaterina Ananina Anastasia Russkikh      | Vitaliy Durkin Nina Vislova         |
| Belgian International           | Kenichi Tago            | Juliane Schenk         | Andrew Bowman Martyn Lewis                 | Valeria Sorokina Nina Vislova             | Nina Vislova Vitaliy Durkin         |
| Czech International             | Chetan Anand            | Ella Diehl             | Kasper Faust Henriksen Christian Skovgaard | Helle Nielsen Marie Røpke                 | Rasmus Bonde Helle Nielsen          |
| Bulgarian International         | Yuichi Ikeda            | Petya Nedelcheva       | Vitaliy Durkin Alexandr Nikolaenko         | Nina Vislova Valeria Sorokina             | Alexandr Nikolaenko Nina Vislova    |
| Cyprus International            | Kasper Ipsen            | Camilla Overgaard      | Magnús Ingi Helgason Helgi Jóhannesson     | Maria Helsbøl Anne Skelbæk                | Peter Mørk Maria Helsbøl            |
| Slovak International            | Valeriy Atrashchenkov   | Elena Prus             | Magnús Ingi Helgason Helgi Jóhannesson     | Bing Huang Chloe Magee                    | Valeriy Atrashchenkov Elena Prus    |
| Hungarian International         | Anand Pawar             | Petya Nedelcheva       | Kasper Faust Henriksen Christian Skovgaard | Anastasia Prokopenko Olga Golovanova      | Vitaliy Durkin Nina Vislova         |
| Norwegian International         | Ville Lång              | Zhang Xi               | Michael Fuchs Ingo Kindervater             | Anastasia Russkikh Irina Khlebko          | Michael Fuchs Annekatrin Lillie     |
| Scottish Open                   | Rajiv Ouseph            | Elizabeth Cann         | Richard Eidestedt Andy Ellis               | Mariana Agathangelou Jillie Cooper        | Michael Fuchs Annekatrin Lillie     |
| Welsh International             | Brice Leverdez          | Kati Tolmoff           | Andrew Bowman Martyn Lewis                 | Mariana Agathangelou Jillie Cooper        | Watson Briggs Jillie Cooper         |
| Irish Open                      | Rajiv Ouseph            | Zhang Xi               | Richard Eidestedt Andy Ellis               | Helle Nielsen Marie Røpke                 | Jacob Chemnitz Marie Røpke          |
| Italian International           | Wong Choong Hann        | Juliane Schenk         | Kristof Hopp Johannes Schöttler            | Valeria Sorokina Nina Vislova             | Vitaliy Durkin Nina Vislova         |
| Greece International            | Hsieh Yu-hsin           | Hung Shih-han          | Chien Yu-hsun Lin Yen-jui                  | Maria Helsbøl Anne Skelbæk                | Chen Hung-ling Hsieh Pei-chen       |
| Estonian International          | Ville Lång              | Tatjana Bibik          | Naoki Kawamae Shoji Sato                   | Cai Jiani Bo Rong                         | Zhang Yi Cai Jiani                  |
| Swedish International Stockholm | Jan Ø. Jørgensen        | Yu Hirayama            | Naoki Kawamae Shoji Sato                   | Rachel van Cutsen Paulien van Dooremalen  | Valeriy Atrashchenkov Elena Prus    |
| Austrian International          | Kazuteru Kozai          | Juliane Schenk         | Naoki Kawamae Shoji Sato                   | Shizuka Matsuo Mami Naito                 | Robert Adcock Heather Olver         |
| Croatian International          | Peter Mikkelsen         | Anita Raj Kaur         | Mads Conrad-Petersen Mads Pieler Kolding   | Ezgi Epice Claudia Vogelgsang             | Zvonimir Đurkinjak Staša Poznanović |
| Romanian International          | Dionysius Hayom Rumbaka | Petya Nedelcheva       | Yulian Hristov Vladimir Metodiev           | Petya Nedelcheva Dimitria Popstoikova     | Valeriy Atrashchenkov Elena Prus    |
| Polish Open                     | Dicky Palyama           | Wang Linling           | Lin Yu-lang Chen Hung-ling                 | Diana Dimova Petya Nedelcheva             | Michał Łogosz Olga Konon            |
| Finnish International           | Peter Mikkelsen         | Juliane Schenk         | Chen Hung-ling Lin Yu-lang                 | Valeria Sorokina Nina Vislova             | Vitaliy Durkin Nina Vislova         |
| Dutch International             | Dicky Palyama           | Juliane Schenk         | Mads Conrad-Petersen Mads Pieler Kolding   | Line Damkjær Kruse Mie Schjøtt-Kristensen | Johannes Schöttler Birgit Michels   |
| Portugal International          | Magnus Sahlberg         | Jill Pittard           | Ruben Gordown Khosadalina Stenny Kusuma    | Emelie Lennartsson Emma Wengberg          | Łukasz Moreń Natalia Pocztowiak     |